# Rodrigo Gastón Díaz
Rodrigo Gastón Díaz, vollständiger Name Rodrigo Gastón Díaz Rodríguez, (* 4. Juli 1995 in Montevideo) ist ein uruguayischer Fußballspieler.

## Karriere
Der 1,84 Meter große Mittelfeldakteur Díaz stand in der Saison 2012/13 im Kader des seinerzeitigen Erstligisten Bella Vista. Dort absolvierte er in fünf Partien (kein Tor) in der Primera División. Sein Verein stieg am Saisonende ab. Díaz wechselte 2013 zum Erstligaaufsteiger Sud América. In der Spielzeit 2013/14 stehen bei den Montevideanern zwei Erstligaeinsätze (kein Tor) für ihn zu Buche. In der Saison 2014/15 kam er zu 15 Einsätzen (kein Tor) in der Primera División. Während der Apertura 2015 wurde er in acht weiteren Erstligaspielen (kein Tor) eingesetzt. Anfang Januar 2016 wurde er an den in der argentinischen Primera B Nacional antretenden Verein Villa Dálmine ausgeliehen, für den er vier Ligaspiele (kein Tor) absolvierte. Zur Apertura 2016 kehrte er zu Sud América zurück. Einem Erstligaeinsatz (kein Tor) in der Saison 2016 folgten bislang (Stand: 3. März 2017) vier Ligaspiele (kein Tor) in der laufenden Spielzeit 2017.